# 모리야마 야스유키
모리야마 야스유키(일본어: 森山 泰行, 1969년 5월 1일 ~ )는 일본의 전 축구 선수이다.

## 구단 경력
1992년 J1리그의 나고야 그램퍼스 에이트에 입단했다. 1995년에 천황배 우승, 1996년에 J1리그 준우승. 2004년까지 나고야 그램퍼스 에이트에서 182경기에 출전하여, 63득점을 넣었다. 2005년부터 2008년까지 FC 기후에서 뛰었다. 2008년후 현역 은퇴.

## 국가대표팀 경력
그는 1997년 기린컵에 참가할 일본 국가대표팀에 발탁되었으며, 6월 15일 튀르키예와의 경기에서 데뷔했다.

## 통계
| 일본 | 일본 | 일본 |
| 연도 | 출전 | 득점 |
| ---- | ---- | ---- |
| 1997 | 1    | 0    |
| 통산 | 1    | 0    |